# Commission des transports et des télécommunications
En Suisse, la Commission des transports et des télécommunications (CTT ; en allemand : Kommission für Verkehr und Fernmeldewesen, KVF ; en italien : Commissione dei trasporti e delle telecomunicazioni, CTT ; en romanche : Cumissiun per traffic e telecommunicaziun, CTT ; en anglais : Transport and Telecommunications Committee, TTC) est une commission parlementaire fédérale qui traite des affaires législatives concernant les transports et les télécommunications.

## Description
Il existe deux commissions des transports et des télécommunications, une par chambre de l'Assemblée fédérale : la Commission des transports et des télécommunications du Conseil national (CTT-N), qui compte 25 membres, et la Commission des transports et des télécommunications du Conseil des États (CTT-E), qui en compte 13.
Les CTT sont des commissions thématiques (ou commissions législatives) permanentes. Elles ont été créées en 1991.

## Attributions
Les CTT traitent des questions liées aux transports (rail, route, aviation civile, navigation) et aux télécommunications, y compris sous l'angle du service public, ainsi que des médias (radio, télévision, Internet).
Les entreprises proches de la Confédération dont le champ d'activités relève des domaines précités (CFF, La Poste, Swisscom, Skyguide et SSR) sont également de leur ressort.

### Travaux
Lors des 49e et 50e législatures, elles traitent en particulier le dossier Via sicura, un programme controversé visant à renforcer la sécurité routière dont certaines sanctions sont jugées excessives, notamment pour les excès de vitesse,, et l'affaire CarPostal.
Lors de la 51e législature, elles traitent en particulier le dossier de l'aide aux médias et de l'affaire de harcèlement sexuel à la SSR.